# Thomas Heptinstall
Thomas Heptinstall (* 1. März 1999) ist ein australischer Volleyballspieler.

## Karriere
Heptinstall probierte zunächst verschiedene Sportarten aus und spielte u. a. zehn Jahre lang Basketball. Durch Besuche in einer Beachvolleyball-Halle fand er schließlich den Weg zum Volleyball. Er begann seine Karriere Ende 2015 im Center of Excellence des Australian Institute of Sports. Er nahm mit den australischen Junioren an den asiatischen Meisterschaften der U19 und U20 teil. 2018 verließ er erstmals die Heimat und spielte zwei Jahre lang für den dänischen Verein Nordenskov UIF. In der Saison 2020/21 spielte er als Diagonalangreifer für den österreichischen Bundesligisten Union Volleyball Waldviertel. 2022/23 war er in Frankreich für Spacer’s Toulouse aktiv. Anschließend spielte er in der Heimat für Perth Steel. Außerdem kam er in der indischen Liga für die Bengaluru Torpedoes zum Einsatz. Im Dezember 2024 wurde Heptinstall nachträglich vom deutschen Bundesligisten VC Bitterfeld-Wolfen verpflichtet.